# Jonathan Hogg
Jonathan Lee Hogg, född 6 december 1988, är en engelsk fotbollsspelare som spelar för Huddersfield Town.

## Karriär
Den 29 juli 2013 värvades Hogg av Huddersfield Town. Den 18 augusti 2022 skrev Hogg på ett nytt tvåårskontrakt med klubben. I juni 2024 förlängde han sitt kontrakt med ett år.